# Мартынов, Николай Михайлович (хоккеист)
Николай Михайлович Мартынов (1923—1985) — советский хоккеист с мячом, бронзовый призёр чемпионата СССР, тренер.

## Карьера
Н. М. Мартынов — старший брат Анатолия Мартынова.
Н. М. Мартынов начал играть в хоккей с мячом в команде «Сельмаш» (Люберцы) в 1938 году.
Играл в составе «Локомотива» (Москва), в том числе в эвакуации.
В 1947 году вернулся в Красноярск для создания новой команды — «Трактор».
Был его играющим тренером.
В 1954 году в составе сборной СССР стал вторым призёром Московского международного турнира.
Кроме хоккея с мячом играл в футбол в составе красноярских команд «Локомотив» (1945—1947) и «Трактор» (1947—1953).
В 1960—1962 году в составе красноярской «Энергии» играл в хоккей с шайбой.
Внёс большой вклад в развитие спорта в Красноярске.
С 1986 года в Красноярске проводится турнир детских команд по хоккею с мячом памяти Н. М. Мартынова.

## Достижения

### хоккей с мячом
- Бронзовый призёр чемпионата СССР (1) — 1953
- Финалист кубка СССР (1) — 1950
- Обладатель кубка ЦС «Трактор» — 1952
- В списке 22 лучших игроков сезона — 1953, 1954, 1955, 1957, 1958

- Второй призёр Московского международного турнира — 1954.

### футбол
- Чемпион РСФСР — 1953
- Обладатель кубка ЦС «Трактор» — 1948